# Dirk Vanderherten
Dirk Vanderherten, né le 9 mars 1957 à Uccle (Bruxelles), est un athlète belge dont la spécialité était la course de fond et notamment le marathon, distance dont il a été champion de Belgique à plusieurs reprises. Il a également participé à plusieurs grandes compétitions internationales, telles que les Jeux Olympiques en 1984 et 1988.

## Palmarès

### Marathon
- 1984 :  : Championnat de Belgique à Peer - 2 h 12 min 21 s (parcours probablement trop court)
- 1984 : DNF : Jeux olympiques
- 1985 :  : Marathon de Bruxelles - 2 h 18 min 36 s
- 1986 :  : Championnat de Belgique à Lommel - 2 h 14 min 22 s
- 1986 :  : Marathon de Bruxelles - 2 h 15 min 32 s
- 1986 : 10e : Championnats d'Europe d'athlétisme à Stuttgart- 2 h 13 min 29 s
- 1987 :  : Championnat de Belgique à Huy - 2 h 18 min 16 s
- 1987 : 7e : Marathon de Boston - 2 h 15 min 02 s
- 1987 : 10e : Championnat du monde - 2 h 16 min 42 s
- 1988 : 14e : Marathon de Tokyo - 2 h 17 min 00 s
- 1988 :  : Championnat de Belgique à Huy - 2 h 13 min 33 s
- 1988 : DNF : Jeux olympiques
- 1989 :  : Westland Marathon (nl) - 2 h 13 min 15 s
- 1989 :  : Marathon d'Enschede (nl) - 2 h 14 min 40 s
- 1991 :  : Westland Marathon (nl) - 2 h 15 min 33 s